# 天外黄中
天外 黄中（てんがい こうちゅう、本名：江海 黄中（えみ こうちゅう）、明治31年（1898年）12月19日 - 昭和40年（1965年）8月9日）は、曹洞宗の僧侶。
愛媛県南宇和郡愛南町の興禅寺26世・魯学大而に師事し法を継ぐ。
興禅寺27代住職を勤め、また興禅寺の現在の本寺に当たる西予市の龍澤寺にて監院を勤める。
総理大臣を務めた吉田茂と親交があり、龍澤寺にて監院を勤めていた際には吉田との手紙での交流をし、その一部が龍澤寺にて飾られている。